# Semplicità

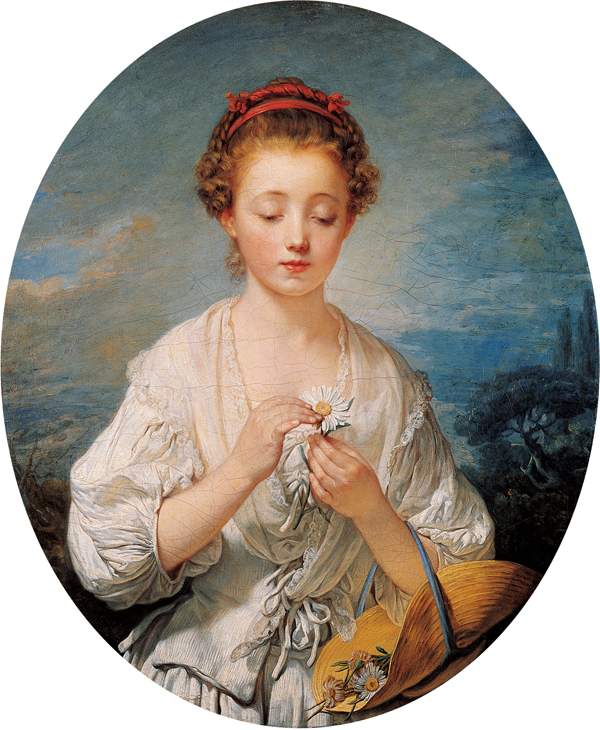
La Simplicité (Jean-Baptiste Greuze, 1759

Semplicità è riferibile a qualcosa che è fisicamente costituita da uno o da un numero minimo di elementi essenziali tali da renderla facilmente comprensibile nella sua struttura e agevolmente riproducibile. Il lemma, in senso estensivo, riferito alle caratteristiche immateriali individuali, può significare con valore positivo: schiettezza, sobrietà, modestia; con sfumature negative: ingenuità, dabbenaggine in una persona ("semplicione", "sempliciotto") la cui mente non riesce a comprendere se non concetti molto semplici.
Il termine si contrappone direttamente a complessità.

## La semplicità francescana

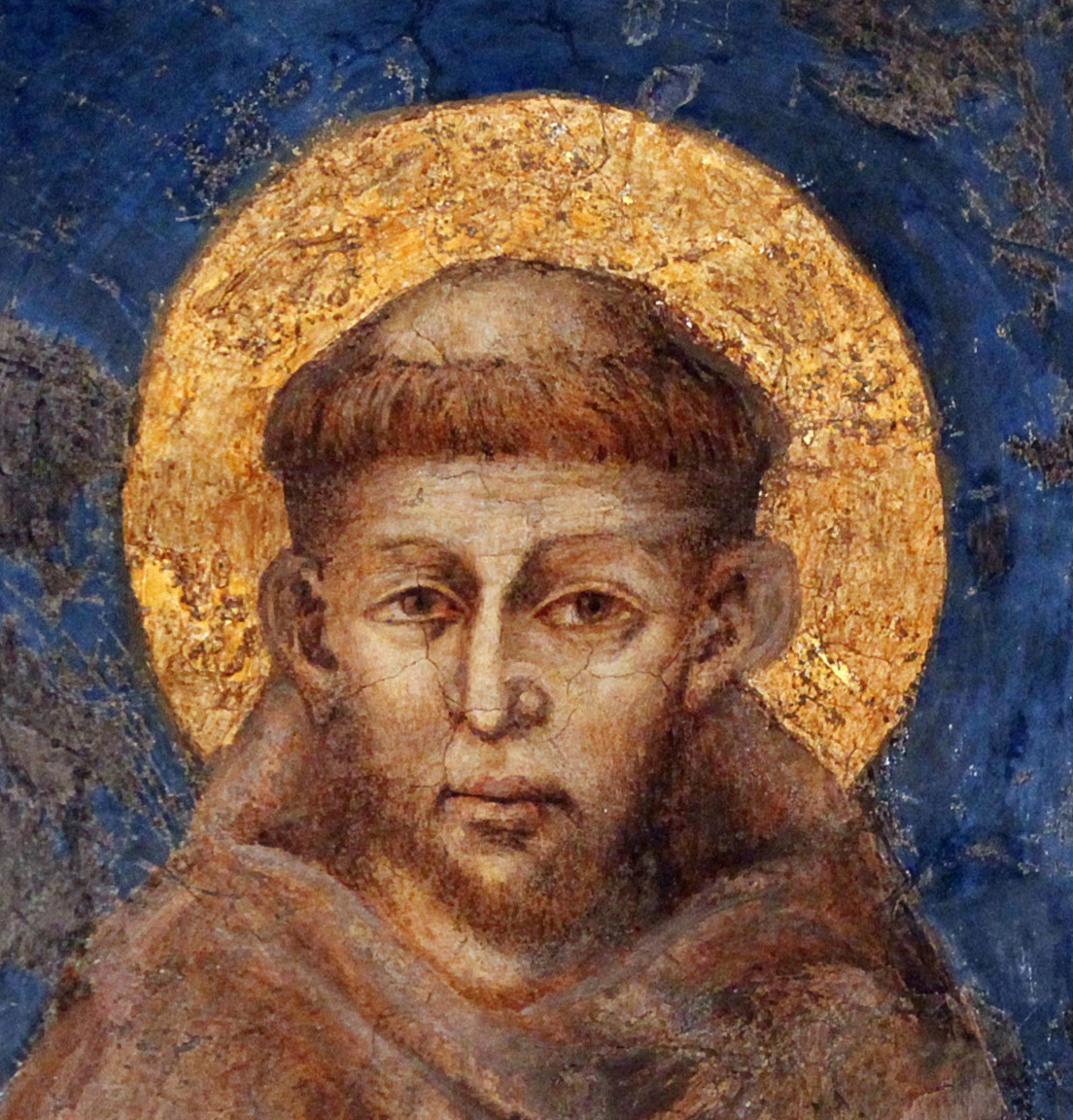
Ritratto di San Francesco realizzato da Cimabue nella Basilica di San Francesco di Assisi

La vita quotidiana e la fede religiosa si fondano per Francesco sulla semplicità che consente di distinguere la sapienza del mondo, egocentrico e antropocentrico, da quella di Cristo che come uomo ha vissuto da povero e umile offrendo all'umanità la salvezza. Anche Francesco vive in povertà e umiltà, adottando uno stile di vita semplice com'è semplice il suo rapporto con Dio prospettando così un nuovo principio spirituale-teologico nella concezione dell'Uomo-Dio, non più trionfante ma povero e umile, che si traduce in un nuovo modo pratico di vita semplice, che rivaluta la classe sociale degli emarginati:

## Il rasoio di Occam
Non a caso Occam, frate minore francescano, sembra tradurre sul piano metodologico scientifico l'ideale del francescanesimo che esalta la semplicità.
Il concetto di semplicità viene infatti correlato alla verità nel campo della epistemologia con il principio espresso dal cosiddetto rasoio di Occam, per cui a parità di altre condizioni, la teoria più semplice è la più probabile ad esser vera:
La formula, utilizzata spesso in ambito investigativo e – nel moderno gergo tecnico – di risoluzione di un problema, recita: 
oppure
oppure ancora

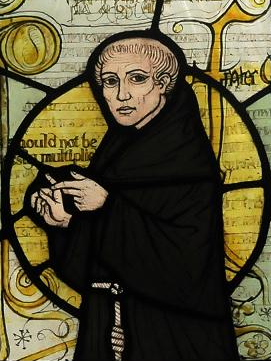
Guglielmo di Ockham ritratto in una vetrata dell'Abbazia di Surrey

In altri termini, non vi è motivo alcuno per complicare ciò che è semplice. All'interno di un ragionamento o di una dimostrazione vanno invece ricercate la semplicità e la sinteticità.
Ciò significa che – tra le varie spiegazioni possibili di un evento – bisogna accettare quella più "semplice", intesa non nel senso di quella più "ingenua" o di quella che spontaneamente affiora alla mente, ma quella cioè che appare ragionevolmente vera senza ricercare un'inutile complicazione aggiungendovi degli elementi causali ulteriori. Questo anche in base a un altro principio, elementare, di economia di pensiero: se si può spiegare un dato fenomeno senza supporre l'esistenza di un qualche ente, è corretto farlo, in quanto è ragionevole scegliere, tra varie soluzioni, la più semplice e plausibile.
Concettualmente non si tratta di novità, perché il principio di semplicità era già ben noto a tutto il pensiero scientifico medievale, ma esso acquista in Occam una forza nuova e per certi versi devastante a causa della sua concezione volontarista: se il mondo è stato creato da Dio solo sulla base della volontà (e non per intelletto e volontà, come diceva Tommaso d'Aquino), devono sparire tutti i concetti relativi a regole e leggi, come quello di sostanza o di legge naturale.

## Semplicità di Dio
Secondo Tommaso d'Aquino, Dio è assolutamente semplice, vale a dire privo di qualsiasi composizione di atto e perfezione, di potenza e atto, di materia e forma (singolo) oppure di sostanza e accidente. Ciò nondimeno, nell'unica e comune essenza divina esiste una distinzione personale e reale (Trinità). 
Ciò è reso possibile dal fatto che l'intelletto e la volontà associate all'essenza, essendo perfezioni prive di materia e quindi spirituali, non implicano alterazioni di qualità o di quantità che  invece comporterebbero una divisibilità e composizione dell'essenza divina. Intelletto è volontà dell'essenza divina non comportano composizione in quanto hanno per oggetto l'essenza stessa e sono coesstesi ad essi (Dio pensa e ama se stesso e le creature che si orientano a Lui come fine ultimo). 
All'intelletto è associato la generazione eterna e la processione del Verbo, mentre alla volontà che relaziona il Padre col Figlio ed è volontà comune di amore, è associata la spirazione dello Spirito Santo.

## Il fascino della semplicità
Secondo Ian Glynn le teorie e le scoperte scientifiche più ammirate dagli scienziati sono quelle che per la loro semplicità descrittiva e risolutiva hanno la caratteristica dell'eleganza che genera stupore nello studioso che si meraviglia di come la semplicità abbia risolto problemi complessi e di come la creatività dello scienziato sia arrivata alla scoperta con strumenti mentali semplici.